# Крушвица, Ян Бярнат
Ян Бя́рнат Кру́швица, немецкий вариант — Иоганн Бернхард Крушвиц (н.-луж. Jan Bjarnat Krušwica; нем. Johann Bernhard Kruschwitz, 14 мая 1845 года, деревня Долга-Борщ (Фёрстген), Лужица, Восточная Пруссия — 13 октября 1919 года, Вербно, Германия) — лютеранский священник, нижнелужицкий писатель, краевед и общественный деятель.

## Биография
Родился в 1845 году в семье лютеранского священнослужителя Яна Крушвицы в серболужицкой деревне Долга-Борщ. С 1859 по 1866 года обучался в гимназии в Будишине. Потом изучал богословие в Бреслау и Берлине и с 1870 по 1872 года обучался в лютеранской семинарии в Виттенберге. с 1872 по 1874 года — викарий лютеранского прихода в силезском городе Нойштадт. После возвращения в Лужицу служил настоятелем в приходе серболужицкой деревни Гбельск (1874—1878) и с 1878 года до своей кончины — настоятелем в приходе нижнелужицкой деревни Вербно.
Поддерживал дружеские отношения с нижнелужицким писателем Мато Косыком. Публиковал статьи в нижнелужицкой газете «Casnik». Собрав краеведческий материал, издал на немецком языке в 1911 году в Котбусе книгу «Geschichte der Kirche zu Werben», верхнелужицкий перевод которой под названием «Ze stawiznow Wjerbnjanskeje cyrkwje» был опубликован в 1915 году в журнале «Časopis Maćicy Serbskeje».
Собирал народные серболужицкие церковные гимны, которые издал в 1883 году отдельной книгой. Перевёл на нижнелужицкий язык «Малый катехизис» Мартина Лютера. Совместно с Беньямином Бегарем перевёл богослужебные тексты на нижнелужицкий язык, которые с 1898 года использовались в серблужицких лютеранских приходах Пруссии.
В 1880 году был одним из основателей нижнелужицкого отделения культурно-просветительского общества «Maśica Serbska», председателем которой был до своей смерти в 1919 году.